# Масерија Фонтеромано (Фођа)
Масерија Фонтеромано (итал. Masseria Fonteromano) је насеље у Италији у округу Фођа, региону Апулија.
Према процени из 2011. у насељу је живело 29 становника. Насеље се налази на надморској висини од 499 м.